# 건창여객
합자회사 건창여객(合資會社 建昌旅客)은 충청남도 천안시의 시내버스 운송 업체로 당시 본사는 충청남도 천안시 서북구 부대중앙길 12 (부대동)에 있었다.

## 역사
1968년 5월 20일 서울교통자동차(한양고속의 전신) 시내버스 부문이 분리하여 천안교통 합자회사로 설립되었고, 1978년 8월 건창여객으로 사명을 변경하였다. 1997년 3월 8일 한양여객의 아산영업소(아산시내버스)를 인수하여 6개월 가량 건창여객 아산영업소로 운영하다가, 8월 21일 자회사 아산여객으로 분사했으나 2016년 경영난으로 아산여객은 다시 용남고속에 매각되었다. 2017년 2월에 법정 관리를 개시, 한양고속을 우선 협상 대상자로 선정하여 M&A를 진행하였고 최종적으로 2017년 10월 법원에서 회생 계획 인가를 받고 자산 일체를 새천안교통으로 양도와 동시에 같은 해 12월 28일 회생 절차가 종료와 동시에 파산했다.

## 운행 노선
2017년 10월 27일 기준이다.
| 운행업체 | 보유 노선수 | 면허 대수 | 등록 대수 |
| -------- | ----------- | --------- | --------- |
| 건창여객 | 145         | 132       | 132       |